# Rode Zee (staat)
Rode Zee (Arabisch: Al Baḩr al Aḩmar; Engels: Red Sea) is een van de 18 staten (wilayat) van Soedan. Het gebied beslaat 212.800 km² en heeft een bevolking van 1.400.000 (2012). De hoofdstad is Port Sudan.
Het lag voor een gedeelte in Egypte (de zogenaamde Rode Zeedriehoek), maar werd door Gamal Abdel Nasser aan Soedan overgedragen in een poging om het land mee te laten doen aan de Verenigde Arabische Republiek. Soedan deed hier echter niet aan mee, maar behield het land wel, hetgeen aanleiding gaf (en geeft) tot spanningen tussen de beide landen. De beide landen hebben echter nu hun legers teruggetrokken uit het gebied, om tot een vreedzame oplossing te komen.

## Grenzen
De staat Rode Zee is de enige van Soedan die aan zee grenst:
- De Rode Zee in het noordoosten.

De staat grenst ook aan twee van 's lands buurlanden:
- Het gouvernement Rode Zee (gouvernement) (Al Bahr al Ahmar) van Egypte in het noordwesten.
- Twee regio's van Eritrea in het zuiden (van oost naar west):
  - Semenawi Keyih Bahri.
  - Anseba.

Overige grenzen heeft Al-Bahr-al-Ahmar met twee andere staten:
- Kassala in het zuidwesten.
- Nahr-an-Nil in het westen.